# I-362 (tàu ngầm Nhật)
I-362 là một tàu ngầm vận tải thuộc lớp Type D1 được Hải quân Đế quốc Nhật Bản chế tạo vào giai đoạn cuối Chiến tranh Thế giới thứ hai. Nhập biên chế năm 1944, nó thực hiện các chuyến vận tải giữa Nhật Bản đến các căn cứ tại các đảo bị cô lập, cho đến khi bị tàu hộ tống khu trục Hoa Kỳ USS Fleming đánh chìm tại khu vực quần đảo Caroline vào ngày 14 tháng 1, 1945.

## Thiết kế và chế tạo

### Thiết kế
Tàu ngầm Type D là một kiểu tàu ngầm vận tải, được thiết kế dựa trên chiếc U-155 Deutschland của Hải quân Đế quốc Đức trong Thế Chiến I. Chúng có trọng lượng choán nước 1.808 tấn (1.779 tấn Anh) khi nổi và 2.251 tấn (2.215 tấn Anh) khi lặn, lườn tàu có chiều dài 73,5 m (241 ft 2 in), mạn tàu rộng 8,9 m (29 ft 2 in) và mớn nước sâu 4,46 m (14 ft 8 in). Con tàu có thể lặn sâu đến 75 m (246 ft), và có khả năng vận chuyển 85 tấn hàng hóa cùng mang theo hai xuồng đổ bộ Daihatsu.
Tàu ngầm Type D1 được trang bị hai động cơ diesel Kampon Mk.23B Model 8 tổng công suất 1.850 mã lực phanh (1.380 kW), mỗi chiếc vận hành một trục chân vịt. Khi lặn, mỗi trục được vận hành bởi một động cơ điện công suất 600 mã lực (447 kW). Khi di chuyển trên mặt nước nó đạt tốc độ tối đa 13 hải lý trên giờ (24 km/h; 15 mph) và 6,5 hải lý trên giờ (12,0 km/h; 7,5 mph) khi lặn dưới nước, tầm xa hoạt động của Type D1 là 15.000 hải lý (28.000 km; 17.000 mi) ở tốc độ 10 hải lý trên giờ (19 km/h; 12 mph), và có thể lặn xa 120 nmi (220 km; 140 mi) ở tốc độ 3 hải lý trên giờ (5,6 km/h; 3,5 mph).
Type D1 nguyên bản không được trang bị các ống phóng ngư lôi. Vũ khí trên boong tàu bao gồm một khẩu hải pháo 14 cm (5,5 in), cùng một pháo phòng không 25 mm Type 96 nòng đôi.

### Chế tạo
I-362 được đặt lườn như là chiếc Tàu ngầm số 5462 tại xưởng tàu của hãng Mitsubishi tại Kobe vào ngày 17 tháng 3, 1943. Nó được đổi tên thành I-362 vào ngày 20 tháng 10, 1943 trước khi được hạ thủy vào ngày 29 tháng 11, 1943. Con tàu hoàn tất và nhập biên chế vào ngày 23 tháng 5, 1944, dưới quyền chỉ huy của Thiếu tá Hải quân Nanbu Nobukiyo.

## Lịch sử hoạt động
Sau khi nhập biên chế, I-362 được phối thuộc cùng Quân khu Hải quân Yokosuka, và được điều về Hải đội Tàu ngầm 11 để chạy thử máy huấn luyện, và sau khi hoàn tất nó được điều sang Hải đội Tàu ngầm 7 từ ngày 15 tháng 8, 1944.

### Các nhiệm vụ vận chuyển
Xuất phát từ Yokosuka vào ngày 21 tháng 8, I-363 thực hiện chuyến đi vận tải đầu tiên, đi đến đảo Nauru vào ngày
14 tháng 9. Tại đây nó chất lên tàu 22 tấn đạn dược và đón lên tàu 85 hành khách trước khi lên đường cùng ngày hôm đó. Chiếc tàu ngầm hướng đến căn cứ Truk, đến nơi vào ngày21 tháng 9, chất dỡ hàng hóa và đưa hành khách rời tàu. Nó tiếp tục đón lên tàu 83 hành khách là nhân sự Không lực Hải quân, rồi lên đường vào ngày 22 tháng 9. I-362 về đến Yokosuka vào ngày 3 tháng 10.
I-362 lại khởi hành từ Yokosuka vào ngày 24 tháng 10 cho chuyến đi vận tải thứ hai, lần này hướng đến đảo Marcus. Sau khi đến nơi vào ngày 30 tháng 10 và chất dỡ hàng hóa, nó lên đường ngay ngày hôm đó cho chặng quay trở về, đi đến Yokosuka vào ngày 6 tháng 11. Chiếc tàu ngầm sau đó được đại tu. Khi hoàn tất, I-362 lại xuất phát từ Yokosuka vào ngày 1 tháng 1, 1945 cho chuyến đi vận tải thứ ba, theo kế hoạch sẽ đi đến Truk, rồi tiếp tục hướng đến đảo Meleyon tại Woleai thuộc quần đảo Caroline, dự định sẽ đến Truk vào ngày 21 tháng 1.

### Bị mất
Vào ngày 13 tháng 1, 1945, tại khu vực phía Tây, tàu hộ tống khu trục USS Fleming là một trong hai tàu hộ tống bảo vệ cho hai tàu chở dầu đang trong hành trình từ Ulithi đi sang Eniwetok, khi nó phát hiện qua radar một tàu không rõ nhận dạng ở khoảng cách 14.000 yd (13 km). Fleming tiếp cận đến khoảng cách 4.000 yd (3.700 m) để truy vấn nhận dạng, nhưng con tàu lạ đã không hồi đáp. Fleming tiếp tục thu ngắn khoảng cách, nhưng mục tiêu biến mất khỏi màn hình radar ở khoảng cách 1.900 yd (1.700 m), và ngay sau đó lại dò được tín hiệu sonar, xác nhận mục tiêu là một tàu ngầm đối phương vừa lặn xuống ẩn nấp. Fleming thả một lượt mìn sâu để tấn công, rồi tiếp nối với bốn loạt súng cối chống tàu ngầm Hedgehog, mỗi loạt 24 quả. Sau loạt cuối cùng được bắn ra sau nữa đêm ngày 14 tháng 1, nó nghe thấy ba vụ nổ dưới nước, tiếp nối bằng một vụ nổ lớn đến mức làm hỏng thiết bị sonar của Fleming. Sau đó chiếc tàu hộ tống khu trục quan sát thấy dầu và mảnh vỡ trồi lên mặt nước, xác nhận tàu ngầm đối phương đã bị đánh chìm tại tọa độ 12°08′B 154°27′Đ / 12,133°B 154,45°Đ.
Tàu ngầm bị Fleming tiêu diệt rất có thể là I-362. Đến ngày 15 tháng 3, Hải quân Nhật Bản công bố I-362 có thể đã bị mất tại khu vực quần đảo Caroline với tổn thất toàn bộ thành viên thủy thủ đoàn. Tên nó được cho rút khỏi đăng bạ hải quân vào ngày 10 tháng 4, 1945.